# Brookfield, Wisconsin
Brookfield là một thành phố thuộc quận Waukesha, tiểu bang Wisconsin, Hoa Kỳ. Năm 2000, dân số của thành phố này là 38649 người.